# Atajate
Atajate és un poble de la província de Màlaga (Andalusia), que pertany a la comarca de la Serranía de Ronda.

## Història
S'hi ha trobat restes de peces de pedra polida, destrals del Neolític i presència de bronze (Calcolític) a Sima de los Tajos. Hi ha restes del traçat de la via romana Lacipo-Arunda i monedes. El soterrament al Montecillo data dels visigots i hi ha restes musulmanes al Puerto de Jimera, El Llano i Huerta Nueva.
En 1496 pertanyia al Senyoriu de Ronda i el 1499 a la corona de Castella-Aragó. En 1505 es constituí en parròquia. En el segle xix es construí l'Església de San José, saquejada per les tropes franceses el 10 de març de 1810. Mai més es va restaurar. El 1820 fou integrada en el partit judicial de Gaucín. En 1932 es construí la carretera Ronda-Atajate, C-341, actual A-369, i el 1941 el tram de la carretera Atajate-Gaucín.